# Chi Cheng
Chi Cheng (15. srpna 1970 – 13. dubna 2013) byl americký baskytarista a zpěvák. V letech 1988–2008 byl členem skupiny Deftones. V roce 2008 utrpěl při autonehodě těžká zranění a následně upadl do kómatu. O čtyři roky později se probral, ale v dubnu 2013 zemřel na zástavu srdce. Mimo pět alb, která vydal se skupinou Deftones, vydal v roce 2000 sólové album The Bamboo Parachute.